# Eudora Welty
Eudora Alice Welty, född 13 april 1909 i Jackson i Mississippi, död 23 juli 2001 i Jackson, var en amerikansk författare och fotograf som skrev om den amerikanska södern.

## Biografi
Welty föddes i Jackson och bodde en stor del av sitt liv i närheten av Belhaven, där hennes hem har bevarats. Hon studerade vid Mississippi State College for Women (numera Mississippi University for Women), University of Wisconsin-Madison och Columbia Business School.
Eudora Welty avled av lunginflammation vid 92 års ålder, och ligger begravd på Greenwood Cemetery i Jackson.

## Fotograf

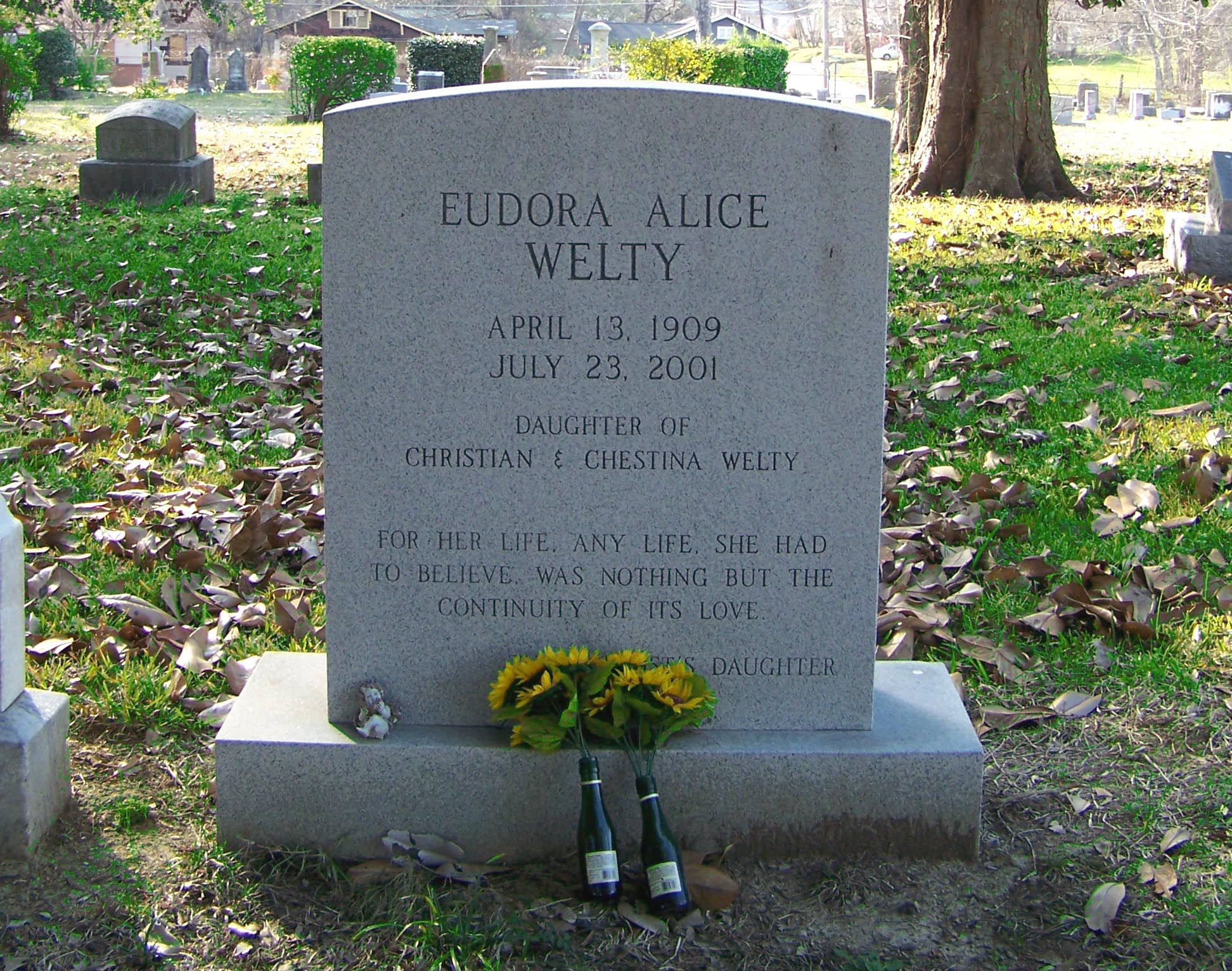
Eudora Weltys gravsten på Greenwood kyrkogård i Jackson, Mississippi.

Under 1930-talet arbetade Welty som fotograf för Works Progress Administration, ett arbete som gjorde att hon reste runt i Mississippi för att fotografera människor från alla samhällsklasser. Hennes utgivna fotografisamlingar är One Time, One Place och Photographs.

## Författarkarriär
Eudora Weltys första novell, "Death of a Traveling Salesman," kom ut 1936. Hennes verk upptäcktes av Katherine Anne Porter, som blev hennes mentor och skrev förordet till Weltys första novellsamling, A Curtain of Green, 1941. Boken etablerade Welty inom den amerikanska litteraturen.
Weltys roman The Optimist's Daughter vann Pulitzerpriset för skönlitteratur 1973.
1992 belönades Welty med Rea Award for the Short Story för sitt livslånga bidrag till den amerikanska novellen. Under sina sista år bodde hon nära Belhaven College i Jackson i Mississippi.

## Novellsamlingar
- "Death of a Traveling Salesman" (fristående novell), 1936
- "A Worn Path" (fristående novell), 1940
- A Curtain of Green, 1941
- The Wide Net and Other Stories, 1943
- Music from Spain, 1948
- The Golden Apples, 1949
- Selected Stories, 1954
- The Bride of the Innisfallen and Other Stories, 1955
- Thirteen Stories, 1965
- The Collected Stories of Eudora Welty, 1980
- Moon Lake and Other Stories, 1980
- Morgana: Two Stories from The Golden Apples, 1988

## Romaner
- The Robber Bridegroom, 1942
- Delta Wedding, 1946
- The Ponder Heart, 1954
- The Shoe Bird, 1964
- Losing Battles, 1970
- The Optimist's Daughter, 1972

## Literaturkritik och fackböcker
- Three Papers on Fiction (kritik), 1962
- The Eye of the Story (utvalda essäer och recensioner), 1978
- One Writer's Beginnings (självbiografi), 1983
- The Norton Book of Friendship (redaktör, tillsammans med Roland A. Sharp), 1991
- 3 Minutes or Less (utvalda essäer), 2001

### Utgivet på svenska
- En ridå av grönska (A curtain of green) (översättning Erik Lindegren, Bonnier, 1948)
- Optimistens dotter (The optimist's daughter) (översättning Eva Sjöstrand, Natur och kultur, 1992)
- Bröllop i Mississippi (Delta wedding) (översättning Eva Sjöstrand, Natur och kultur, 1994)
- Julikonsert och andra noveller (The collected stories of Eudora Welty) (översättning Eva Sjöstrand, Natur och kultur, 1996)

## Priser och utmärkelser
- Guggenheimstipendiet,  1942[12]
- O. Henry-priset,  1942
- William Dean Howells Medal, för The Ponder Heart,  1955
- Fellow of the American Academy of Arts and Sciences,  1969
- Pulitzerpriset för skönlitteratur, för Optimistens dotter,  1973[13]
- Hedersdoktor vid Brandeis University,  1979[14]
- Presidentens frihetsmedalj,  1980[15]
- St. Louis Literary Award,  1983
- National Book Award för skönlitteratur,  1983[16]
- Common Wealth Award of Distinguished Service,  1984[17]
- Lillian Smith Pris,  1984[18]
- National Medal of Arts,  1986[19]
- Helmerich Award,  1991
- National Humanities Medal,  1992
- PEN/Malamud Award,  1992[20]
- Rea Award for the Short Story,  1992[21]
- Charles Frankel Prize,  1992
- Hedersdoktor vid Université de Bourgogne,  12 juli 1993[22][23]
- National Women's Hall of Fame,  2000[24]
- America Award in Literature,  2000[25]

[Redigera Wikidata]
En ovanlig utmärkelse gavs av programmeraren Steve Dorner, som såg vissa likheter mellan Weltys författarskap och sin egen syn på ett fritt Internet. Som en hyllning till Welty gav han därför namnet Eudora till ett e-postprogram, som han själv skapat. Först var Dorner orolig för att detta skulle kunna ses som ett slags intrång, men Welty var närmast smickrad, och hade inget emot att hennes namn togs som namn på ett datorprogram.